# Инертное простое число
В алгебре, простой идеал дедекиндова кольца называют инертным, если он по-прежнему простой, при рассмотрении в расширении поля. Такой простой идеал, возможно, вместо разбиения простых идеалов на расширения Галуа имеет в результате другие простые идеалы, но, будучи инертным, остается практически неизменным.
В циклических расширениях полей алгебраических чисел всегда существует бесконечно много инертных простых идеалов.